# Sevastopol (slagskepp, 1895)
Sevastopol (Севастополь) var ett ryskt pre-dreadnought slagskepp av Petropavlovsk-klass från 1800-talets slut. I jämförelse med andra ryska fartygsserier av relativt lyckad konstruktion. Hon var systerskepp till Petropavlovsk och Poltava. Utrustad med standardbeväpningen vid den här tiden, två dubbeltorn med 2 x 305 mm kanoner. Delar av sekundärartilleriet var väl skyddat i torn, en ovanlighet vid den här tiden. Eldhastigheten för både primär- och sekundärartilleri var något låg i jämförelse med andra nationers slagskepp och riktmedlen primitiva. I mötet med japanska fartyg utgjorde detta ett inte oansenligt handikapp. Sevastopol hade något sämre maskineri än Petropavlovsk och Poltava vilket gjorde att hon var en knop långsammare.

## Historia
Tillsammans med sina systerskepp tillverkades Sevastopol för tjänstgöring i Fjärran östern. Sevastopol deltog vid slaget i Gula havet mot en japansk eskader den 10 augusti 1904 då den ryska Stillahavsflottan försökte bryta sig ut från Port Arthur och gjorde bra ifrån sig innan amiral Wilhelm Vithöft dödades ombord på Tsesarevitj och eskadern hamnade i oordning. Sevastopol tvingades återvända. Under belägringen av Port Arthur besköt den japanska armén de kvarvarande ryska slagskeppen med haubits från land. Samtliga förstördes utom Sevastopol som manövrerades undan av fartygschefen Nikolaj von Essen och sänktes till slut på djupt vatten för att undgå japanskt övertagande.